# 清迈陆蛙
清迈陆蛙（学名：Minervarya chiangmaiensis）一种分布于泰国、缅甸及中国云南省等地区的两栖动物，隶属于叉舌蛙科南亚陆蛙属。

## 形态特征
清迈陆蛙体型小，雄蛙体长26.3～29.1毫米。身体背部粗糙，呈棕褐色，具深绿色斑点，从头部的后部到肛门呈浅黄色的中背椎骨条纹。